# Oeffag C.II
L'Oeffag C.II (o indicato anche e più correttamente Öffag C.II), designazione aziendale Typ 52, fu un aereo da ricognizione biposto, monomotore e biplano, sviluppato dall'azienda austro-ungarica Oesterreichische Flugzeugfabrik AG negli anni dieci del XX secolo.
Sviluppo migliorativo del precedente Oeffag C.I, venne introdotto nel 1916 ed adottato dalla k.u.k. Luftfahrtruppen, l'aeronautica militare austro-ungarica, che lo utilizzò in missioni di ricognizione aerea durante le fasi della prima guerra mondiale; finì la propria carriera operativa, con alcuni esemplari ancora in grado di volare, in alcune nazioni europee dopo la dissoluzione dell'Impero al termine del conflitto.

## Storia del progetto
Superate le prime fasi del conflitto, dopo che l'aviazione militare era ancora agli esordi, i velivoli da ricognizione da entrambe le parti ostili erano diventati sempre più vulnerabili a causa dei possibili colpi da terra e dell'installazione di mitragliatrici frontali nei velivoli scout, i precursori degli aerei da caccia. Per proteggere gli equipaggi dalla possibile intercettazione di questi ultimi i vertici militari dell'Impero austro-ungarico, così come aveva disposto l'Idflieg tedesco-imperiale, emise un bando in cui si richiedeva la realizzazione di una classe di ricognitori armata di una mitragliatrice brandeggiabile da difesa.
La Oesterreichische Flugzeugfabrik decise di avviare lo sviluppo di un nuovo modello basandosi sulle precedenti esperienze nel realizzare i Typ 50 e 51 (Oeffag C.I). Il nuovo velivolo, identificato dall'azienda come Typ 52, riproponeva l'aspetto convenzionale dei suoi predecessori non armati cercando di migliorare le prestazioni affinando il progetto pur non potendo disporre di motorizzazioni dalla maggior potenza. La postazione dell'osservatore, che nei precedenti esemplari era ancora situata nell'abitacolo anteriore, soluzione che presentava dei problemi di visibilità del pilota e del campo di tiro disponibile, venne modificata invertendo la collocazione dell'equipaggio e dotando l'osservatore di un supporto ad anello per l'arma brandeggiabile da difesa.
Il prototipo, al quale venne assegnata la designazione ufficiale C.II, venne portato in volo nel febbraio 1916, ottenendo un contratto per la produzione di 32 esemplari, il primo dei quali consegnato nel mese di ottobre di quello stesso anno, tutti equipaggiati con un motore Austro-Daimler 6 cilindri in linea raffreddato a liquido da 160 PS (118 kW). Questa prima serie però si rivelò non capace di raggiungere le prestazioni richieste, con valori di velocità variometrica e manovrabilità inferiori rispetto ad altri modelli della stessa tipologia. Inoltre i suoi equipaggi lamentavano un'eccessiva velocità di atterraggio ed una scarsa visibilità.
Per poter ovviare a questi problemi venne stipulato con l'azienda un secondo contratto, sempre per 32 esemplari, nel dicembre di quello stesso anno. Il modello, che l'azienda identificò come Typ 52.5, adottò una motorizzazione di maggior potenza, sempre un Austro-Daimler dalla medesima architettura ma che era in grado di esprimere una potenza pari a 185 PS (136 kW), ed un ulteriore affinamento dei comandi che controllavano il volo. L'ordine di questo secondo lotto, indicato come Oeffag C.II Typ 52.5, venne completamente evaso nel giugno 1917. Data però l'indisponibilità della versione da 185 PS quasi tutti gli Oeffag C.II Typ 52.5 vennero equipaggiati con l'originaria versione da 160 PS vanificando la possibilità di veder incrementate le prestazioni generali del modello.

## Impiego operativo
I velivoli appartenenti al primo lotto del C.II cominciarono ad essere assegnati ai reparti (Fliegerkompanie - Flik) della k.u.k. Luftfahrtruppen dalla metà del 1916, seguiti da quelli del secondo lotto nei primi mesi del 1917, assegnati alle Flik 3J, 5, 11, 13, Flik 14, 18, 20, Flik 22, 25, Flik 26, 27 e Flik 30 che operavano sul fronte orientale. Vennero inoltre assegnati ai Flik 31, 36 e Flik 44, che operavano, nell'ambito della campagna dei Balcani, nell'area di confine del Regno di Romania, ed alla Flik 6 che operava nell'area albanese (fronte macedone). Gli equipaggi però non si espressero favorevolmente nei confronti delle sue prestazioni; quando le forze aeree avversarie si equipaggiarono con modelli più moderni i C.II vennero declassati a compiti di seconda linea nel ruolo di aereo da addestramento, impiegati dalla fine del 1917 nelle scuole di volo per la formazione dei nuovi equipaggi.
Al termine del conflitto, in ottemperanza a quanto imposto dal Trattato di Versailles del 1919, la quasi totalità dei velivoli in dotazione all'aviazione militare austro-ungarica venne distrutta o ceduta come risarcimento alle nazioni vincitrici. Alcuni degli esemplari sopravvissuti vennero adottati dalla nascente aeronautica militare polacca che lo utilizzò in missioni dai campi di volo di Cracovia, Leopoli e Mokotów nell'ambito della guerra sovietico-polacca. Altri raggiunsero la Cecoslovacchia ed operarono per qualche anno nella Češkoslovenske Letectvo.

### Polonia
Dopo il disarmo delle forze austro-ungariche presenti sul territorio della Polonia, agli inizi del novembre 1918 gli insorti si impadronirono di 15 velivoli Oeffag C.II. I primi esemplari vennero catturati sull'aeroporto di Cracovia-Rakowice già nel pomeriggio del 31 ottobre 1918. Gli altri esemplari furono ritrovati intatti sugli aeroporti di Leopoli e Mokotów. Il loro basso numero non impedi il loro utilizzo bellico e gli aerei furono ripartiti tra le:
- 1ª Eskadry Lotniczej Bojowej (formata il 5 novembre 1918 a Cracovia e successivamente ridesignata 5ª Eskadra Wywiadowcza nel gennaio 1919)[6]
- 2ª Eskadry Lotniczej Bojowej (formata il 5 novembre 1918 a Lvov e successivamente ridesignata 6ª Eskadra Wywiadowcza nel marzo 1919)[6].
- 3ª Eskadry Lotniczej Bojowej (formata il 7 novembre 1918 a Rakowice e successivamente ridesignata 7ª Eskadra Wywiadowcza il 21 dicembre 1918)[6].

I primi velivoli ad entrare in azione contro le forze ucraine che minacciavano Lvov furono gli aerei appartenenti alla 2ª Eskadry Lotniczej Bojowej. Questi aerei parteciparono ai combattimenti attorno alla città già il 22 novembre 1918, eseguendo missioni di ricognizione armata sulle linee nemiche. Furono le prime missioni di combattimento eseguite dell'aeronautica militare polacca dopo l'indipendenza. Gli aerei della 1ª e 3ª  Eskadry Lotniczej Bojowej di Cracovia eseguirono missioni di combattimento in appoggio al gruppo del generale Franciszek Latinik vicino a Cieszyn, Slesia, nel novembre e dicembre del 1918. I velivoli parteciparono anche ai combattimenti sul fronte della Galizia, venendo poi ceduti alle neocostituite 9ª e 12ª Eskadra Wywiadowcza appartenenti al II Grupa Lotnicza di Lvov. I velivoli sopravvissuti parteciparono alle operazioni fino al 1920, prendendo parte alla offensiva di primavera in Ucraina e alle battaglie per contrastare l'offensiva sovietica in direzione di Leopoli. Alcuni aerei militarono brevemente nella scuola di pilotaggio  (Szkoła Pilotów) di Cracovia. 
Ritirati dal servizio, le cellule degli Oeffag C.II furono conservate nei magazzini aeronautici di Leopoli e Cracovia, diventando fonte di pezzi di ricambio. Alcuni di loro rimasero presso il magazzino della CSL (Centralnych Składów Lotniczych) e uno, dopo aver ricevuto alcune parti mancanti, venne brevemente utilizzato presso la scuola d'aviazione di Bydgoszcz. Qualche esemplare rimase disponibile nei magazzini CSL fino alla fine del 1921. Nei primi mesi del 1922 il Ministero delle Ferrovie richiese al comandante del IV Dipartimento dell'aeronautica militare la possibilità di utilizzare un velivolo Oeffag C.II in missioni di collegamento con Mosca. A causa dell'elevato grado di usura degli aerei tale progetto fu abbandonato. L'ultimo Oeffag C.II ancora disponibile venne demolito nel 1922.

## Utilizzatori
Austria-Ungheria
- k.u.k. Luftfahrtruppen

 Cecoslovacchia
- Češkoslovenske Letectvo

operò con alcuni esemplari nel periodo postbellico.
 Polonia
- Siły Powietrzne

### Riviste
- Cynk, Jerzy B. Les Avions de L'independance Polonaise Parte 1, Le Fana de l'Aviation no.169, Editions Lariviére, decembre 1983.
- Cynk, Jerzy B. Les Avions de L'independance Polonaise Parte 2, Le Fana de l'Aviation no.170.
- Cynk, Jerzy B. Les Avions de L'independance Polonaise Parte 3, Le Fana de l'Aviation no.171